# Taika Waititi
Taika David Cohen ONZM (Wellington, 16 de agosto de 1975), mais conhecido como Taika Waititi, é um diretor, roteirista, produtor, ator, pintor e comediante neozelandês.
Ele foi indicado ao Óscar de melhor curta-metragem por Two Cars, One Night, em 2004. Seus filmes mais conhecidos, incluem Hunt for the Wilderpeople e Boy, que passaram a ser os filmes mais comentados da Nova Zelândia. A comédia de terror What We Do in the Shadows dele também foi bastante aclamada pela crítica especializada. Seu primeiro grande filme de Hollywood, Thor: Ragnarok, foi lançado no Brasil em 26 de outubro de 2017.

## Inicio de vida
Waititi vem de Raukokore, área da Costa Leste da Ilha do Norte da Nova Zelândia, e cresceu lá e em Wellington, frequentava a Escola Onslow aos dez anos de idade. Seu pai é maori de Te Whānau-ā-Apanui e sua mãe vem de uma família judia da Rússia. Waititi usou o sobrenome da sua mãe, "Cohen" creditando seus trabalhos em filmes e livros.

## Carreira

### O humor e atuações
Como estudante de Arte Cênicas na Victoria University, em Wellington, Waititi fez parte da trupe de comédia "So You're a Man", que visitava a Nova Zelândia e Austrália com certa notoriedade. Ele foi membro de uma dupla de comédia chamada "The Homourbeasts" junto com Jemaine Clement - bastante aclamada na Nova Zelândia.
No mesmo período Waititi começou a atuar em filmes. Ele ganhou um prêmio local por seu trabalho como um dos alunos do sucesso de baixo-orçamento Scarfies, e teve papéis menores no filme de estrada Snakeskin e série de TV The Strip.
Também participou do filme de super-herói Lanterna Verde (2011), como Thomas Kalmaku. Depois de alguns anos, ele concentrou-se na direção. Dirigindo e assumindo papéis em seus próprios filmes, como Boy de 2010 e What We Do in the Shadows de 2013, do qual dirigiu e co-escreveu com Jemaine Clament. Ele também atuou como Korg via captura de movimentos no filme da Marvel, Thor: Ragnarok.

### No cinema
Entre uma variedade de gostos interesses artísticos, Waititi começou a fazer curtas-metragens engraçados para competir anualmente em um concurso de filmes na Nova Zelândia. Em 2005 seu curta Two Cars, One Night foi indicado ao Óscar. Na cerimônia, ele fingiu adormecer enquanto as nomeações aconteciam.
Seu primeiro longa-metragem, uma comédia romântica Eagle vs Shark' foi lançado nos cinemas dos Estados Unidos em distribuição limitada em 2007. Os filmes espelha o parceiro da vida real de Waititi, Loren Horsley, como Lily. No mesmo ano, Waititi escreveu e dirigiu um episódio da série Flight of the Conchords. Seu segundo filme, Boy, estreou no Sundance Film Festival em janeiro de 2010, e foi nomeado para o Grande Prêmio do Júri. Seu lançamento na Nova Zelândia, Boy foi bem recebido pela crítica e bilheteria.
Em 2013, Waititi co-escreveu e co-dirigiu a comédia What We Do in the Shadows com o amigo e companheiro comediante Jemaine Clement. O filme estreou no Sundance Film Festival em janeiro de 2014. Waititi e Clemente interpretaram membros de um grupo de vampiros.
O quarto filme de Waititi, Hunt for the Wilderpeople, foi premiado no Festival Sundance Film. Quando foi lançado na Nova Zelândia, a comédia de aventura quebrou recordes de semana de estréia. Em 2016, Waititi escreveu um argumento inicial colaborando com o roteiro do filme da Disney, Moana. Os elementos escritos por ele foi considerado e aprovados em favor da versão final da história.

### Na televisão
Em 2019 Waititi atuou como produtor executivo do spin off homônimo de What We Do in the Shadows, dirigindo três episódios da primeira temporada. Ele também é produtor executivo da série de comédia romântica histórica Our Flag Means Death de 2022, além de atuar no papel de Barba-Negra.
Ele é o co-criador da série de comédia da FX Reservation Dogs, lançada em 2021, que segue quatro adolescentes indígenas na zona rural de Oklahoma.

## Filmografia

### Filmes
| Ano  | Filme                         | Creditado como | Creditado como | Creditado como | Creditado como | Creditado como               |
| Ano  | Filme                         | Direção        | Produção       | Roteiro        | Atuando        | Notas                        |
| ---- | ----------------------------- | -------------- | -------------- | -------------- | -------------- | ---------------------------- |
| 1999 | Scarfies                      | Não            | Não            | Não            | Sim            |                              |
| 2001 | Snakeskin                     | Não            | Não            | Não            | Sim            | Papel: Nelson                |
| 2002 | John and Pogo                 | Sim            | Não            | Sim            | Não            | Curta-metragem               |
| 2003 | Two Cars, One Night           | Sim            | Não            | Sim            | Não            | Curta-metragem               |
| 2004 | Tama Tu                       | Sim            | Não            | Sim            | Não            | Curta-metragem               |
| 2005 | What We Do in the Shadows     | Sim            | Não            | Sim            | Sim            | Curta-metragem               |
| 2007 | Eagle vs Shark                | Sim            | Não            | Sim            | Sim            |                              |
| 2010 | Boy                           | Sim            | Não            | Sim            | Sim            | Papel: Alamein               |
| 2011 | Lanterna Verde                | Não            | Não            | Não            | Sim            | Participação: Thomas Kalmaku |
| 2014 | What We Do in the Shadows     | Sim            | Sim            | Sim            | Sim            | Papel: Viago                 |
| 2016 | Hunt for the Wilderpeople     | Sim            | Sim            | Sim            | Sim            | Papel: Ministro              |
| 2016 | Doutor Estranho               | Não            | Não            | Não            | Não            | Dirigiu cena pós-créditos    |
| 2016 | Moana: Um Mar de Aventuras    | Não            | Não            | Sim            | Não            | Argumento inicial do filme   |
| 2017 | Thor: Ragnarok                | Sim            | Não            | Não            | Sim            | Papel: Korg                  |
| 2019 | Avengers: Endgame             | Não            | Não            | Não            | Sim            | Papel: Korg                  |
| 2019 | Jojo Rabbit                   | Sim            | Sim            | Sim            | Sim            | Papel: Adolf Hitler          |
| 2019 | Bubbles                       | Sim            | Não            | Não            | Não            | Em desenvolvimento           |
| 2021 | Save Ralph                    | Não            | Não            | Não            | Sim            | Curta-metragem Voz de: Ralph |
| 2021 | Deadpool Maximus React        | Não            | Não            | Não            | Sim            | Curta Metragem Papel: Korg   |
| 2021 | Free Guy                      | Não            | Não            | Não            | Sim            | Papel: Antoine               |
| 2022 | Thor: Love and Thunder        | Sim            | Não            | Sim            | Sim            | Papel: Korg                  |
| TBA  | Star Wars sem título definido | Sim            | Não            | Sim            | Não            |                              |

### Televisão
| Ano       | Programa                       | Episódio(s)        | Crédito(s)                            |
| --------- | ------------------------------ | ------------------ | ------------------------------------- |
| 2002      | The Strip                      | 1 episódio         | Papel: Mostin                         |
| 2003      | Revelations                    | 1 episódio         | Papel: Ali                            |
| 2003      | Freaky                         | 1 episódio         | Papel: Cleaner                        |
| 2007-2009 | Flight of the Conchords        | 2 episódios        | Direção, roteiro                      |
| 2009      | The Jacquie Brown Diaries      | 1 episódio         | Papel: Friendly Gypsy                 |
| 2010      | Radiradirah                    | Temporada 1        | Diversos papeis                       |
| 2011      | Super City                     | Temporada 1        | Direção                               |
| 2012      | The Inbetweeners               | 5 episódios        | Direção                               |
| 2015      | Brown Eye                      | Temporada 1        | Roteiro, Produção executiva           |
| 2017      | Paranormal Event Response Unit | Em desenvolvimento | Co-criador                            |
| 2019      | The Mandalorian                | 1 episódio         | Direção, e voz de IG-11               |
| 2019      | What We Do in the Shadows      | 3 episódios        | Direção, Produção executiva           |
| 2021      | Reservation Dogs               |                    | Co-criador                            |
| 2022      | Our Flag Means Death           | 7 episódios        | Papel: Barba-Negra Produção Executiva |

## Recepção
Filmes dirigidos:
| Filme                     | Rotten Tomatoes | Orçamento       | Bilheteria      |
| ------------------------- | --------------- | --------------- | --------------- |
| Eagle vs Shark            | 54%             | —               | US$ 1,3 milhão  |
| Boy                       | 87%             | —               | US$ 8,6 milhões |
| What We Do in the Shadows | 96%             | —               | US$ 6,3 milhões |
| Hunt for the Wilderpeople | 97%             | —               | US$ 5,2 milhões |
| Thor: Ragnarok            | 92%             | US$ 180 milhões | US$ 854 milhões |
| Jojo Rabbit               | 80%             | US$ 14 milhões  |                 |

## Prêmios e Indicações

#### Óscar
| Ano  | Categoria               | Indicação           | Notas    |
| ---- | ----------------------- | ------------------- | -------- |
| 2005 | Melhor Curta Metragem   | Two Cars, One Night | Indicado |
| 2020 | Melhor Filme            | Jojo Rabbit         | Indicado |
| 2020 | Melhor Roteiro Adaptado | Jojo Rabbit         | Venceu   |

#### Emmy Awards
| Ano  | Categoria               | Indicação                 | Notas    |
| ---- | ----------------------- | ------------------------- | -------- |
| 2020 | Melhor Série de Comédia | What We Do in the Shadows | Indicado |
| 2020 | Melhor Dublagem         | The Mandalorian           | Indicado |